# Hossein Zamani
Hossein Zamani (Mashhad, 23 november 2002) is een Afghaans-Nederlands voetballer die doorgaans als aanvaller speelt.

## Carrière
Hossein Zamani speelde in de jeugd van AFC Ajax en Genoa CFC. In februari 2021 vertrok hij naar Telstar, waar hij een contract voor de rest van het seizoen tekende met een optie voor twee extra seizoenen. Zamani kwam echter niet in actie en Telstar lichtte deze optie niet. In mei 2021 was hij op proef bij het onder-23-elftal van Feyenoord. In het seizoen 2021/22 kwam hij uit voor het onder 21 elftal van N.E.C.. 

### Statistieken
| Seizoen                   | Club           | Land           | Competitie     | Competitie | Competitie | Beker | Beker | Totaal | Totaal |
| Seizoen                   | Club           | Land           | Competitie     | Wed.       | Dlp.       | Wed.  | Dlp.  | Wed.   | Dlp.   |
| ------------------------- | -------------- | -------------- | -------------- | ---------- | ---------- | ----- | ----- | ------ | ------ |
| 2020/21                   | Telstar        | Nederland      | Eerste divisie | 0          | 0          | 0     | 0     | 0      | 0      |
| Carrièretotaal            | Carrièretotaal | Carrièretotaal | Carrièretotaal | 0          | 0          | 0     | 0     | 0      | 0      |
| Bijgewerkt op 3 juli 2021 |                |                |                |            |            |       |       |        |        |

### Interlandcarrière
In april 2021 werd Zamani voor de eerste keer opgeroepen voor het Afghaans voetbalelftal. Hij maakte zijn debuut in de met 2-3 gewonnen vriendschappelijke wedstrijd tegen Indonesië, waarin hij na rust inviel voor Amiruddin Sharifi en in de 50e minuut de 0-3 scoorde. Deze interland is echter niet erkend door de FIFA. Op 15 juni 2021 maakte hij zijn officiële interlanddebuut, in de met 1-1 gelijkgespeelde WK-kwalificatiewedstrijd tegen India. Hij viel in de 73e minuut in voor Adam Najem en scoorde in de 82e minuut de 1-1.
| Interlands van Hossein Zamani voor Afghanistan | Interlands van Hossein Zamani voor Afghanistan | Interlands van Hossein Zamani voor Afghanistan | Interlands van Hossein Zamani voor Afghanistan | Interlands van Hossein Zamani voor Afghanistan | Interlands van Hossein Zamani voor Afghanistan |
| №                                              | Datum                                          | Wedstrijd                                      | Uitslag                                        | Soort wedstrijd                                | Doelpunten                                     |
| Als speler bij Telstar                         | Als speler bij Telstar                         | Als speler bij Telstar                         | Als speler bij Telstar                         | Als speler bij Telstar                         | Als speler bij Telstar                         |
| ---------------------------------------------- | ---------------------------------------------- | ---------------------------------------------- | ---------------------------------------------- | ---------------------------------------------- | ---------------------------------------------- |
| –                                              | 25 mei 2021                                    | Indonesië − Afghanistan                        | 2 – 3                                          | Vriendschappelijk                              | 1                                              |
| 1.                                             | 15 juni 2021                                   | India − Afghanistan                            | 1 – 1                                          | WK 2022 kwalificatie                           | 1                                              |